# Bracon pallidenotatus
Bracon pallidenotatus är en stekelart som beskrevs av Cameron 1910. Bracon pallidenotatus ingår i släktet Bracon och familjen bracksteklar. Inga underarter finns listade.